# Тимохов, Сергей Владимирович
Тимохов Сергей Владимирович (р. 1967 г.) — художник, член Красноярской студии ксилографии Г. С. Паштова, член Союза художников России, доцент, профессор кафедры «Графика» (Красноярский государственный  художественный институт), Почетный член Российской Академии Художеств.

## Биография
Родился 5 ноября 1967 года в городе Калинковичи Белорусской ССР.
В 1993 году окончил среднюю школу № 25 г. Красноярск.
С 1979 по 1983 год обучался в 

ДХШ № 1 им. В. И. Сурикова у преподавателей: Колотилина Сергея Тихоновича, Ульманиса Гунора Вилисовича. По окончании ДХШ № 1 поступил в Красноярское художественное училище им. В. И. Сурикова.
В 1987 окончил КХУ им. В. И. Сурикова и получил диплом с отличием по специальности художник-оформитель.
В 1993 году поступил в Красноярский государственный художественный институт на кафедру «Графика». По результатам обучения в 1995 году зачислен в состав группы художников городов Москвы и Красноярска, направленной в творческую командировку по Индии.
В 1998 году досрочно окончил Красноярский государственный художественный институт, творческую мастерскую «Искусства книги» профессора Г. С. Паштова и получил диплом с отличием.
С 1998 года член Красноярской студии ксилографии Г. С. Паштова.
С 1998 года преподает в КХУ им. В. И. Сурикова, преподаватель высшей категории до 2012 года являлся руководителем Красноярского методического объединения № 1 ДХШ и художественных отделений ДХИ.
В 2001 году был зачислен художником-стажером в творческие мастерские Российской академии художеств.
В 2003 году вступил в члены Союза художников России.
В 2004 году окончил творческие мастерские графики Российской академии художеств под руководством члена-корреспондента Российской академии художеств Г. С. Паштова.
С 2003 года преподает в Красноярском государственном художественном институте на кафедре «Графика».
В 2012 году присвоено ученое звание Доцент по кафедре графики, переведен на должность проректора по учебно-методической и воспитательной работе (КГХИ).
С 2014 года профессор кафедры «Графика» (Красноярский государственный  художественный институт).
С 2011 г. занимал должность проректора Красноярского государственного художественного института.
С 2016 по 2017 гг. работал исполняющим обязанности ректора Красноярского государственного художественного института.
С 2019 г. избран Почетным членом Российской Академии Художеств.
Работы С.В. Тимохова хранятся в музеях г. Красноярска, г. Дивногорска, Цхинвала, г. Харбина (Китай).
Живет и работает в г. Красноярске.

## Семейное положение
Состоит в браке с Тимоховой Оксаной Владимировной, имеет сыновей Егора и Федора.

## Участие в выставках
С 1995 года участник городских, краевых, российских и международных выставок.
1995 г. Выставка российских художников в Индии «Впечатление», г. Дели
1997 г. Выставка «Индия глазами российских художников», г. Москва
2001 г. Всероссийская выставка «Молодые художники России», г. Москва
2003 г. I — Межрегиональная выставка миниатюрной и малоформатной графики Сибирь — Дальний Восток, г. Новосибирск
2003 г. Всероссийская художественная выставка «Россия X», г. Москва
2003 г. Выставка Красноярской студии ксилографии в экспериментальной эстампной студии им. Игн. Игн. Нивинского, г. Москва
2003 г. Всероссийская выставка дипломных работ художественных вузов, г. Красноярск
2006 г. Выставка «Теплый ветер Сибири», г. Харбин (Китай)
2006 г. Выставка Красноярской и Китайской ксилографии, г. Пекин (Китай)
2006 г. Выставка выпускников дипломантов РАХ, г. Москва
2007 г. Региональная выставка, г. Красноярск
2007 г. Выставка «Тысяча и одна гравюра» КСК, г. Харбин (Китай)
2007 г. Фестиваль Российской графики Дальнего Востока «Серебряная волна», г. Комсомольск- на- Амуре
2008 г. Региональная выставка «Суриков и его эпоха», г. Красноярск
2008 г. Выставка «Вернисаж Сибирской школы ксилографии на Кавказе», г. Нальчик, г. Цхинвал
2008 г. Передвижная выставка «Ксилографы Красноярья в мировом художественном пространстве XXI века», г. Красноярск
2008 г. IV-Международная выставка биеннале графики, г. Санкт-Петербург
2009 г. Всероссийская художественная выставка «Россия XI», г. Москва
2010 г. Сибирская школа ксилографии в Москве, г. Москва
2010 г. Выставка Российской графики «Графика на Предмостной 2010», г. Красноярск
2010 г. Международная выставка «Учитель ученик», г. Красноярск
2010 г. Выставка «Учитель ученик» в рамках международного Арт-фестиваля, г. Красноярск
2011 г. Выставка посвященная 80-летию Красноярского государственного педагогического университета им. В. П. Астафьева «Слово-образ», г. Красноярск
2011 г. I-Международная триеннале графики в Санкт-Петербурге «Белые ночи 2011», г. Санкт-Петербурге
2012 г. Выставка в залах Российской академии художеств «Искусство ксилографии. Школа Германа Паштова», г. Москва, галерея З. Церетели
2012 г. Выставка «Герман Паштов. Мастер. Ученики. Школа», г. Красноярск
2012 г. Межрегиональная художественная выставка «Проспект Мира — Красный проспект», г. Красноярск
2012 г. Межрегиональная художественная выставка «Иртыш — Енисей: великие реки сибирского искусства», г. Омск
2013 г. Выставка «Гармония слова и штриха» в рамках Межрегионального фестиваля союза писателей, г. Красноярск, «Литературный музей им. В. П. Астафьева»
2014 г. Выставка Открытый Всероссийский фестиваль-биеннале «УРАЛ-Графо», г. Екатеринбург
2015 — Межрегиональная художественная выставка произведений художников Сибири и Дальнего Востока «Сибирь-Дальний Восток (X)», г. Красноярск
2015 — II Открытый Всероссийский биеннале-фестиваль «УРАЛ-ГРАФО» г. Екатеринбург
2016 — Выставка проекта «100 художников Сибири», г. Омск
2017 — Всероссийская художественная выставка «Лики России», г. Архангельск
2017 — Персональная выставка «Под крылом белой птицы», г. Красноярск
2017 — III Всероссийская открытая биеннале графики"УРАЛ-ГРАФО", г. Екатеринбург
2018 — Персональная художественная выставка «Русь. Сказания. Легенды. История», г. Красноярск

## Награды
- Дипломом Российской академии художеств.
- Дипломом Союза Художников России.
- Дипломом Всероссийской выставки дипломных работ художественных Вузов.
- Почетной грамотой министерства культуры и массовых коммуникации Российской Федерации.
- Государственной премией Красноярского края в области профессионального образования.
- Благодарностью Российской академии художеств.
- Медалью «За заслуги перед академией»

Дипломант международных и всероссийских художественных выставок.